# Amphioplus consors
Amphioplus consors is een slangster uit de familie Amphiuridae.
De wetenschappelijke naam van de soort werd in 1908 gepubliceerd door René Koehler.